# ناتشو نوفو
ناتشو نوفو (بالإسبانية: Nacho Novo) (26 مارس 1979 فيرول إسبانيا - ) هو لاعب كرة قدم إسباني، يلعب كمهاجم.

## وصلات خارجية
ناتشو نوفو على موقع قاعدة بيانات كرة القدم.إي يو (الإنجليزية)
- ناتشو نوفو على موقع Soccerbase.com (لاعب) (الإنجليزية)
- ناتشو نوفو على موقع Soccerway.com (الإنجليزية)
- ناتشو نوفو على موقع عالم كرة القدم.نت (الإنجليزية)
- ناتشو نوفو على موقع AS.com (الإسبانية)